# Yokohama Landmark Tower
Yokohama Landmark Tower (横浜ランドマークタワー Yokohama Randomāku Tawā?) är en skyskrapa på 296,3 meter belägen i det futuristiska Minato Mirai 21-distriktet i Yokohama. Byggnaden stod klar 1993. Fram till 2012 var den Japans högsta skyskrapa . Därefter blev Abeno Harukas i Ōsaka, 300 meter hög, Japans högsta skyskrapa.

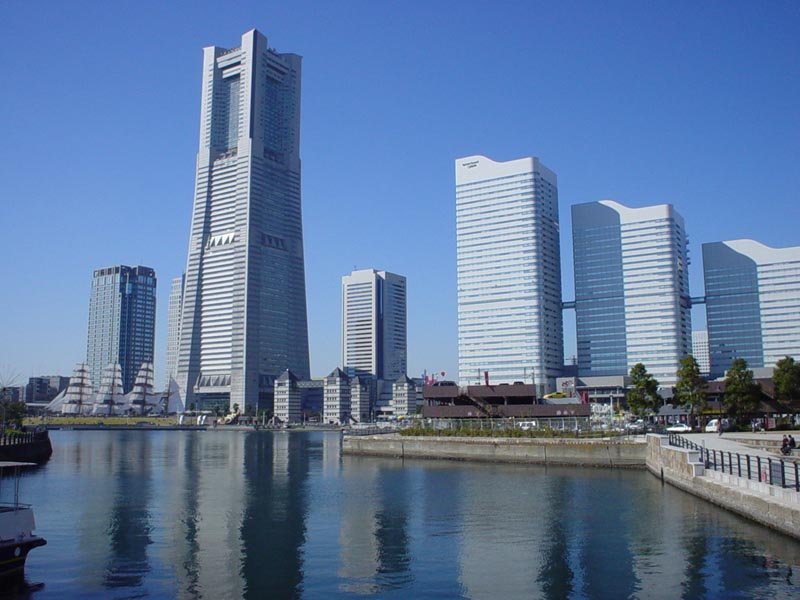
Yokohama Landmark Tower i Minato Mirai 21-distriktet, här 10 november 2002.

I byggnaden finns ett femstjärnigt hotell på våning 49-70. De lägre våningsplanen används till kontor och annan affärsverksamhet.
Tornet innehåller världens näst snabbaste hiss[källa behövs], som rör sig en våning per sekund och når till observatoriet på den 69:e våningen på en minut.